# Marcha del color de la tierra
La Marcha del color de la tierra, Marcha de la dignidad indígena o Caravana zapatista fue un recorrido de una delegación del Ejército Zapatista de Liberación Nacional (EZLN) por 17 estados de México realizada del 24 de febrero al 2 de abril de 2001.

## Antecedentes
Tras la ofensiva militar iniciada el 9 de febrero de 1995 por el Gobierno de México a través del Ejército Mexicano, la Procuraduría General de la República y el Centro de Investigación y Seguridad Nacional (CISEN), el EZLN decidió «romper el cerco» con la salida de la Comandanta Ramona de territorios zapatistas, quien fue invitada para inaugurar el Congreso Nacional Indígena, siendo recibida para ello en el Zócalo de la Ciudad de México el 12 de octubre de 1996 por miles de personas. Ahí pronunciaría la frase «Nunca más un México sin nosotros».
Otras movilizaciones de zapatistas fuera de sus territorios con el fin de visitar México y su capital fueron la Marcha de los 1111 bases de apoyo en septiembre de 1997 y la salida de 5 mil delegados indígenas con motivo de la Consulta por el Reconocimiento de los Derechos de los Pueblos Indios y por el Fin de la Guerra de Exterminio, realizada el 21 de marzo de 1999.
Siendo candidato del Partido Acción Nacional (PAN) a las elecciones federales de 2000, Vicente Fox Quesada envió una propuesta de diálogo al Subcomandante Insurgente Marcos, misma que no fue contestada. En mayo de 2000 grupos paramilitares atacaron a comunidades zapatistas; en el primero de ellos asesinaron a dos indígenas del municipio autónomo de Polhó, Chiapas, en el segundo atacaron la comunidad de Chalchihuitán. El EZLN exhortó al entonces presidente Ernesto Zedillo a no ocupar los ataques «con fines electorales».
Ante el ascenso de Vicente Fox Quesada a la presidencia de México el 1 de diciembre de 2000, y sus anuncios públicos sobre la «solución en 15 minutos» del conflicto armado en Chiapas, el EZLN anunció la realización de una nueva movilización pública para presionar al nuevo gobierno para el cumplimiento de los Acuerdos de San Andrés. 

## La marcha

### Desarrollo
El gobierno federal designó el 1 de diciembre de 2000 a Luis H. Álvarez como Comisionado para la paz en Chiapas. El Comité Clandestino Revolucionario Indígena-Comandancia General (CCRI-CG) del EZLN saludó la decisión y lo reconoció como «interlocutor válido», estableciendo en un comunicado que para entablar un diálogo con el nuevo gobierno se debían garantizar tres señales:
- Cumplimiento de los Acuerdos de San Andrés, materializándolos en la aprobación de la «Propuesta de iniciativa de Ley Indígena», promovida desde la Comisión de Concordia y Pacificación (Cocopa) en diciembre de 1996 y aceptada por el EZLN.
- Liberación de las y los presos políticos zapatistas de cárceles en Chiapas, Tabasco y Querétaro
- Desmilitarización de la zona de influencia zapatista, ocurrida tras la Ofensiva militar contra el EZLN de 1995, con el retiro de 7 de las 260 bases militares existentes en el estado de Chiapas: Amador Hernández (exigiendo la revocación de un decreto expropiatorio dictado por Ernesto Zedillo como parte de la ofensiva), Guadalupe Tepeyac, Río Euseba, Jolnachoj, Roberto Barrios, La Garrucha y Cuxuljá.

#### Participantes
El 3 de diciembre de 2000 el CCRI-CG del EZLN anunció que se realizará una marcha que encabezarán los comandantes indígenas tzotziles, tzeltales, tojolabales, choles, mame y mestizos designando a:
- Comandanta Esther
- Comandanta Fidelia
- Comandanta Susana
- Comandanta Yolanda
- Comandante Abel
- Comandante Abraham
- Comandante Alejandro
- Comandante Bulmaro
- Comandante Daniel
- Comandante David
- Comandante Eduardo
- Comandante Filemón
- Comandante Gustavo
- Comandante Isaías
- Comandante Ismael
- Comandante Javier
- Comandante Maxo
- Comandante Mister
- Comandante Moisés
- Comandante Omar
- Comandante Sergio
- Comandante Tacho
- Comandante Zebedeo
- Subcomandante Insurgente Marcos

El 1 de enero el Ejército Mexicano se retiró de la base de Jolnachoj y el gobierno liberó a 16 zapatistas presos. Más tarde, el 9 de enero en un evento se retiró la base de la comunidad de Cuxuljá, municipio de Ocosingo, manifestándose en persona con Luis H. Álvarez los indígenas y bases de apoyo del EZLN «contentos y no contentos» por esta salida. El CCRI-CG anunció la creación del Centro de Información Zapatista (CIZ) como oficina de vocería de la marcha y anima a la sociedad civil a involucrarse en la organización y resguardo de la marcha.
El 23 de febrero en el caracol de Oventik en un acto simbólico de paz, Marcos entregó sus armas de fuego al Comandante Moisés para salir desarmado de la zona de influencia zapatista. El CIZ coordinó el resguardo de la comandancia, en tanto se autorizó que la organización Ya Basta!, de origen mayoritariamente italiano y vinculados al Movimiento antiglobalización funjan como cinturón de paz entre la comandancia y la sociedad civil fuera de Chiapas. Dicho grupo se vistió con un mono de color blanco en señal de paz y como forma de distinción, siguiendo la tradición establecida por los denominados tute bianche, colectivos participantes de protestas antiglobalización. Por ello recibieron el apelativo de «monos blancos». Previamente el EZLN, dentro de la internacionalización de su lucha, estableció vínculos y redes con ese colectivos altermundistas italianos y españoles a partir de la influencia e inspiración que estos reconocían en ellos.
Basados en el Protocolo de Ginebra, el EZLN pidió además la intervención de la Cruz Roja Internacional en la marcha al ser un grupo beligerante. Dicho organismo se negó a participar debido a que su Comité Internacional determinó el 21 de febrero que no se basaba la petición «en el derecho internacional humanitario» al negarse el gobierno de México como parte de un conflicto activo. Representantes gubernamentales manifestaron su molestia con el grupo guerrillero por la petición a la Cruz Roja, apelando a que el resguardo de su seguridad era su responsabilidad. El gobierno mexicano suspendió las órdenes de aprehensión a los principales líderes zapatistas giradas desde la ofensiva federal de 1995. El CCRI-CG emitió comunicados confirmando las cartas de invitación y hospedaje de la ciudadanía entre ellas, el convento carmelita en Puebla y la comunidad de Milpa Alta, en la Ciudad de México.
La marcha inició el 24 de febrero en San Cristóbal de las Casas, con un acto que movilizó desde la zona de influencia zapatista a 20 mil indígenas bases de apoyo zapatistas. La delegación rindió honores a la bandera de México y a la bandera zapatista, adoptando ambos emblemas como parte de la marcha. El evento fue retrasado en su inicio por una amenaza hecha con un telegrama sobre un supuesto atentado al Subcomandante Insurgente Marcos. Las y los delegados recibieron siete bastones de mando de autoridades de pueblos indígenas tzotzil, tzeltales, tojolabales, chol y mam, iniciando el siguiente día a las 6 de la mañana el recorrido por carretera con tres mil personas, cuarenta camiones, 100 vehículos de prensa nacional e internacional acreditada por el CIZ, automóviles con diputados mexicanos e italianos, una camioneta del CIZ que recibe donaciones de la población a su paso así como el resguardo de la entonces Policía Federal Preventiva con dos helicópteros, patrullas y dos motocicletas. La columna total abarcó una extensión de tres kilómetros.
Por la tarde, la caravana llegó a la capital del estado de Chiapas, Tuxtla Gutiérrez. A la par jóvenes contratados anónimamente repartieron volantes con consignas contra la marcha y el EZLN, «Marcos debe ir a la cárcel, no a Los Pinos», decían y reivindicaban al Ejército Mexicano como «verdadero ejército».
Ese día una carta pública, distintas personalidades de la academia y el arte respaldan las tres señales del EZLN, exigiendo al gobierno mexicano su cumplimiento, contando con las firmas de José Saramago, Noam Chomsky, Immanuel Wallerstein, Oliver Stone, Laura Bonaparte, Luis Villoro, Adolfo Sánchez Vázquez, Pablo González Casanova y Pablo Latapí Sarre, entre otros.
En respuesta al concierto «Unidos por la paz» del 3 de marzo en el Estadio Azteca, simpatizantes del EZLN en la UNAM, la UAM y la Universidad Iberoamericana realizaron el siguiente día el concierto «Vibra Votán» en la Ciudad Deportiva de la Magdalena Mixhuca, mismo en el que participaron Maldita Vecindad y los Hijos del Quinto Patio, Santa Sabina, Panteón Rococó, Tijuana No!, Salón Victoria, Los Estrambóticos, La Castañeda, Guillotina, Rastrillos, Resorte, Los de Abajo, La Barranca, Nana Pancha, La Tremenda Korte, Salario Mínimo y Ritmo Peligroso, entre otros.
El 1 de abril la marcha concluyó en Oventik con la vuelta de la delegación zapatista a territorios de su control.

### Itinerario
| Fecha              | Sitio visitado | Oradores |
| ------------------ | --- | --- |
| 24 de febrero      | San Cristóbal de las Casas | Marcos |
| 25 de febrero      | Tuxtla Gutiérrez | Zebedeo, Tacho |
| 25 de febrero      | La Ventosa | Tacho |
| 25 de febrero      | Juchitán | Esther, Marcos |
| 26 de febrero      | Oaxaca | Yolanda, Marcos |
| 27 de febrero      | Tehuacán | Bulmaro, Marcos |
| 27 de febrero      | Orizaba | Ismael, Susana |
| 27 de febrero      | Puebla | Zebedeo, Tacho, David, Marcos                                                                                                |
| 28 de febrero      | Tlaxcala | Mister |
| 28 de febrero      | Actopan | Abel, Omar |
| 28 de febrero      | Tepatepec | Moisés, Eduardo |
| 28 de febrero      | Pachuca | Zebedeo |
| 1 de marzo         | Querétaro | Tacho, Marcos |
| 2 de marzo         | Acámbaro | Tacho |
| 3 de marzo         | Nurío (Congreso Nacional Indígena) | Zebedeo, Esther, David, Yolanda, Marcos                                                                                      |
| 5 de marzo         | Morelia | Abel, Marcos |
| 5 de marzo         | Temoaya | Sergio, David, Marcos |
| 5 de marzo         | Toluca | Esther, Tacho, Marcos |
| 6 de marzo         | San José de las Pilitas | Javier, Moisés |
| 6 de marzo         | Cuernavaca | David, Yolanda, Tacho, Marcos                                                                                                |
| 6 de marzo         | Tepoztlán | Isaías, Marcos |
| 7 de marzo         | Iguala | Marcos |
| 7 de marzo         | Cuautla | Marcos |
| 8 de marzo         | Anenecuilco | Isaías, Moisés |
| 8 de marzo         | Milpa Alta y San Pablo Milpa Alta | Yolanda, Marcos |
| 8 de marzo         | Xochimilco | Marcos |
| 11 de marzo        | Zócalo de la Ciudad de México | Zebedeo, Esther, David, Tacho                                                                                                |
| 12 de marzo        | Villa Olímpica, Ciudad de México | Marcos |
| 16 de marzo        | Instituto Politécnico Nacional | David, Tacho, Esther, Marcos                                                                                                 |
| 17 de marzo        | Encuentro con rockeros | Zebedeo, David, Tacho |
| 18 de marzo        | Escuela Nacional de Antropología e Historia | Esther, David, Zebedeo, Tacho, Marcos                                                                                        |
| 19 de marzo        | «Mini Zapatour»: Magdalena Contreras, San Miguel Ajusco, San Andrés Totoltepec, San Salvador Cuauhtenco, San Antonio Tecómitl, San Agustín Otenco, San Gregorio Atlapulco, Santiago Tulyehualco, San Miguel Xicalco, San Jerónimo Miacatlán, San Bartolo Xicomulco, San Nicolás Totolapan, Santo Tomás Ajusco, San Mateo Jalpa | Eduardo, Bulmaro, Abraham, Esther, Gustavo, Sergio, Moisés, Susana, Isaías, Omar, Sergio, Yolanda, Alejandro, Esther, Ismael |
| 20 de marzo        | Universidad Autónoma Metropolitana unidades Azcapotzalco, Iztapalapa y Xochimilco | Zebedeo, Esther, David, Marcos                                                                                               |
| 21 de marzo        | «Aguascalientes Espejo de Agua» en Las islas de Ciudad Universitaria de la Universidad Nacional Autónoma de México. | David, Zebedeo, Tacho, Marcos                                                                                                |
| 22 de marzo        | Fuera de la Cámara de Diputados, Ciudad de México | Yolanda, Esther, Bulmaro, Zebedeo, Tacho                                                                                     |
| 28 de marzo        | Tribuna principal de la Cámara de Diputados, Ciudad de México | Tacho, Zebedeo, David, Esther                                                                                                |
| 28 de marzo        | Fuera de la Cámara de Diputados, Ciudad de México | Marcos |
| 31 de marzo        | Juchitán | Zebedeo, David, Tacho, Marcos                                                                                                |
| 1 de abril de 2001 | Oventik | Marcos |
| 1 de abril de 2001 | Municipio autónomo 17 de noviembre | Marcos |

## Oposición a la marcha
El presidente Fox al saber que la marcha avanzaría a la Ciudad de México dice en una entrevista televisiva desconocer a que venía el EZLN, pero pidió que acudan sin pasamontañas. Con el paso de los días y ante encuestas que indican la baja de su popularidad por su postura ante la marcha, Fox la cambia y en un mensaje en cadena nacional da la bienvenida.
El PAN generó reacciones adversas en algunos sectores internos, criticando el cambio de discurso adoptado por Fox, político que abanderó su candidatura. Referentes de ese partido entre ellos Diego Fernández de Cevallos, Felipe Calderón Hinojosa y Ricardo García Cervantes se pronunciaron en contra de la marcha. Diputados de dicho partido se opusieron también a la presencia de los zapatistas en la Cámara de Diputados el 22 de marzo.
Sectores asociados al conservadurismo de México se oponen al desarrollo de la marcha. El 1 de febrero el entonces gobernador de Querétaro, Ignacio Loyola Vera, perteneciente al PAN se negó a que la marcha pasara por el estado, y declaró que los zapatistas merecían la pena de muerte por «traición a la patria». Manuel Bartlett Díaz, entonces político del PRI se opuso públicamente a la aprobación de la propuesta de la Cocopa, en tanto Enrique Jackson, también de ese partido, admitió que los zapatistas fueran recibidos en el congreso, pero no en la tribuna principal. En tanto el presidente de la Cámara Nacional de la Industria de Transformación, el empresario Raúl Picard del Prado, pidió al gobierno la aprehensión de la delegación tan pronto saliera de Chiapas. Onésimo Cepeda, entonces obisco de Ecatepec, calificó a los zapatistas como «pobres diablos». En el estado de Morelos existieron rumores de «brigadas de ajusticiamiento» que atacarían la marcha, así como ganaderos chiapanecos amenazaron con lo mismo cuando la caravana pasara por sus zonas de influencia.
En vísperas de la marcha, el 17 de febrero el entonces gobernador de Chiapas Pablo Salazar Mediguchía anunció que ya se estaban realizando conversaciones con grupos sociales opositores a la marcha.
Paralelo al desarrollo de la marcha, personas afines al gobierno de México realizan una campaña llamado «por la paz» con el fin de que termine el conflicto en Chiapas. Para ello realizan una campaña de firmas en espacios públicos como mercados y plazas. Emilio Azcárraga Jean y Ricardo Salinas Pliego, dueños de las principales televisoras del país, Televisa y TV Azteca, anunciaron en una conferencia de prensa con Saúl Hernández y Fernando Olvera, la realización del concierto «Unidos por la paz» en el Estadio Azteca con la presencia de los grupos Maná y Jaguares el 3 de marzo. Se anunció la presencia de Carlos Santana, mismo que declinó posteriormente la invitación. Al evento acudieron 105 mil personas. Las mismas televisoras decidieron no transmitir en sus señales la llegada del EZLN al Zócalo de la Ciudad de México.

## Interpretaciones de la marcha
Tamayo y Cruz citados por Minor indican la combinación de símbolos dentro de la marcha como elementos de comunicación política. El EZLN hizo uso de distintos recursos como jurar honores a la bandera mexicana, remarcar actos pacíficos para caracterizar la marcha, así como incorporar actividades para establecer paralelismos con marchas de la Revolución mexicana, específicamente la entrada victoriosa de Emiliano Zapata y Francisco Villa a la Ciudad de México a finales de 1914. La ruta zapatista evocó el tránsito simbólicamente de las tropas del Ejército Libertador del Sur, incluso, la delegación zapatista pernoctó en Museo Cuartel Zapatista de San Pablo Oztotepec, en Milpa Alta.
Ana Esther Ceceña citada por Minor destacó la articulación que la marcha supuso para distintos movimientos de izquierda desunidos hasta el momento de la marcha, mismos que colaboran tanto en la organización como en la logística y los eventos públicos que se organizan. Asimismo el indigenismo mexicano encuentra un espacio de articulación política con la marcha dentro del Tercer Congreso Nacional Indígena.